# Pokhara trisulensis
Pokhara trisulensis is een hooiwagen uit de familie Sclerosomatidae.